# Surge Rocks
Die Surge Rocks (von englisch surge ‚Welle, Brandung, Woge‘) sind eine Gruppe von fünf Klippenfelsen im Palmer-Archipel westlich der Antarktischen Halbinsel. Sie liegen 160 m südwestlich von Eichorst Island sowie 1 km südsüdöstlich des Bonaparte Point der Anvers-Insel.
Eine Mannschaft auf der Palmer-Station nahm 1972 die deskriptive Benennung der Felsen vor.